# دوروثي دونيلي
دوروثي دونيلي (بالإنجليزية: Dorothy Donnelly)‏ هي ممثلة أمريكية، ولدت في 28 يناير 1880 بنيويورك في الولايات المتحدة، وتوفيت بنفس المكان في 3 يناير 1928 بسبب ذات الرئة.

## وصلات خارجية
- دوروثي دونيلي على موقع IMDb (الإنجليزية)
- دوروثي دونيلي على موقع قاعدة بيانات برودواي على الإنترنت (الإنجليزية)
- دوروثي دونيلي على موقع قاعدة بيانات الفيلم (الإنجليزية)